# Christoph Fritz

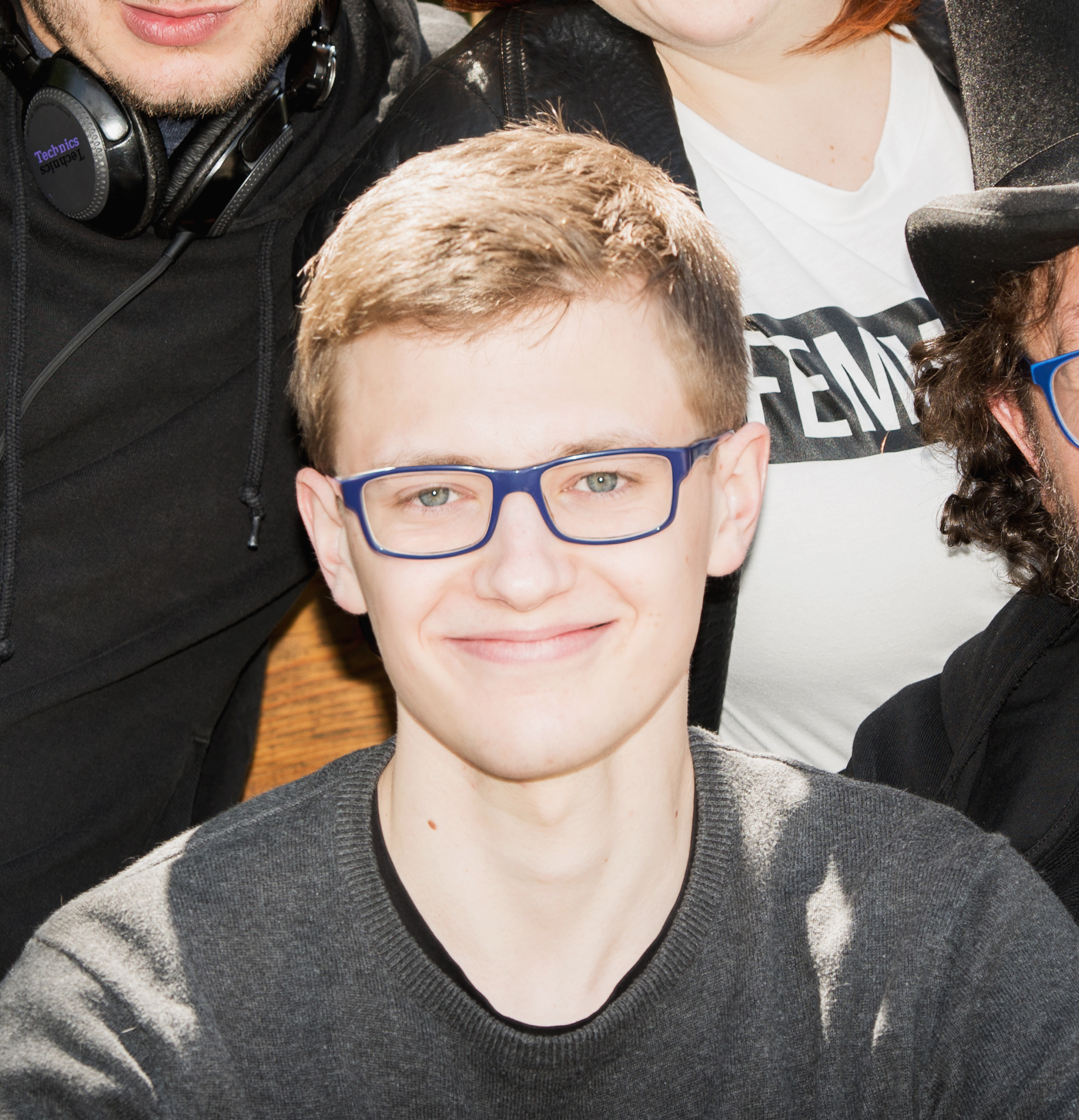
Christoph Fritz (2017)

Christoph Fritz (* 24. Mai 1994) ist ein österreichischer Kabarettist.

## Leben
Christoph Fritz wuchs in Hausleiten im Bezirk Korneuburg in Niederösterreich auf. Nach der Matura begann er das Bakkalaureatsstudium Europäische Wirtschaft und Unternehmensführung an der Fachhochschule des BFI Wien, das er 2016 abschloss. Nach Abschluss des Studiums war er kurz bei einer Versicherung beschäftigt.
Seinen ersten Bühnenauftritt hatte er Anfang 2016, ein halbes Jahr nach einem Erasmus-Auslandsaufenthalt, in einem australischen Pub in Wien im Rahmen eines Open Mics (Offene Bühne). Im November 2016 nahm er am Goldenen Kleinkunstnagel am Theater am Alsergrund teil. 2017 gewann er den oberösterreichischen Kabarett-Preis Ennser Kleinkunstkartoffel. Beim Grazer Kleinkunstvogel kam er im April 2017 ins Finale.
Im August 2017 wurde er Teil des Ensembles der Langen Nacht des Kabaretts. Anfang 2018 feierte er mit seinem Kabarett-Solodebütprogramm Das Jüngste Gesicht Premiere. In diesem erzählt er unter anderem über seine fiktive Heimatgemeinde Kleinschra(m)ming am Winzling. Für sein Soloprogramm wurde er im November 2018 mit dem Förderpreis des Österreichischen Kabarettpreises ausgezeichnet. Das Programm wurde im Rahmen der Sendereihe ORF-Sommerkabarett im August 2021 im ORF gezeigt.
2018 und 2019 war er in der von Hosea Ratschiller moderierten ORF-Sendung Pratersterne zu Gast. 2019 war er als Teil des Rateteams von Was gibt es Neues? und in der Late-Night-Show Willkommen Österreich im ORF zu sehen, außerdem trat er im Quatsch Comedy Club sowie in Olafs Klub von Olaf Schubert im MDR auf. Beim Prix Pantheon 2019 war er einer von fünf Finalisten. Anfang März 2020 trat er gemeinsam mit Martina Schwarzmann, Gabriel Vetter, Klaus Eckel und Thomas Stipsits in der Wiener Stadthalle im Rahmen des „Kabarettgipfels“ auf. Im September 2021 stand er beim Donauinselfest auf der Ö1-Kulturbühne. Im April 2022 war er in der von Gerald Fleischhacker präsentierten ORF-III-Sendung Die Tafelrunde zu Gast.
Mit seinem zweiten Programm Zärtlichkeit feierte er Ende September 2022 im Wiener Stadtsaal Premiere. Oliver Hochkeppel bezeichnete ihn Anfang 2023 in der Süddeutschen Zeitung als „junge Ausgabe von Josef Hader“, wegen des Sprach-Singsangs und des stoischen Auftritts, der kaum Gestik, Mimik oder gar Requisiten bemühe, vor allem aber wegen der Inhalte und ihrer Verarbeitung. Im Juni 2023 trat er beim Donauinselfest im ORF-III-Kulturzelt auf und im Januar 2024 bei Till Reiners’ Happy Hour.

## Programme
- 2018: Das Jüngste Gesicht (Regie: Vitus Wieser)
- 2022: Zärtlichkeit[20]

## Filmografie (Auswahl)
- 2022: Der Onkel – The Hawk

## Auszeichnungen
- 2017: Ennser Kleinkunstkartoffel[5]

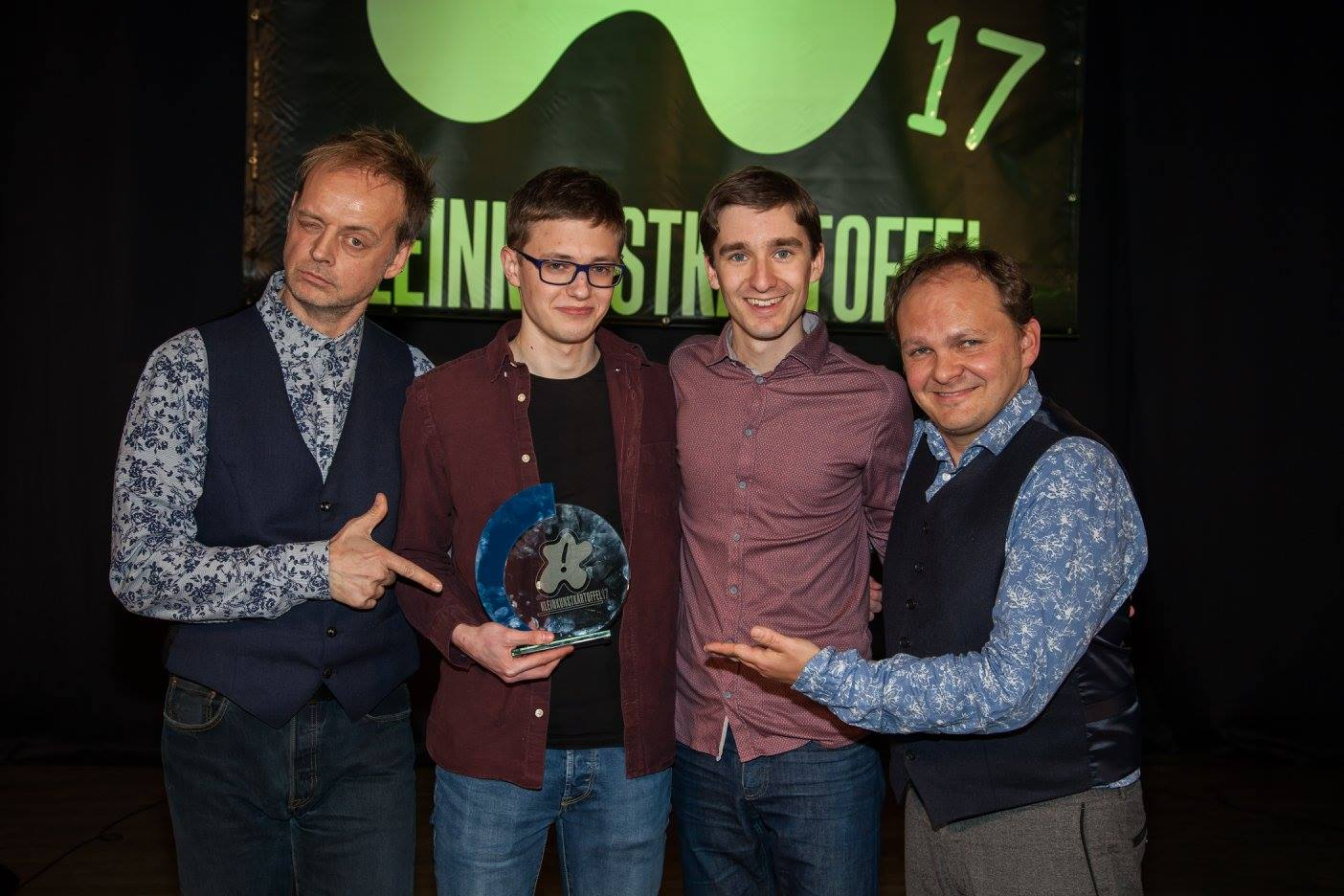
Christoph Fritz (2. von links) bei der Verleihung der Kleinkunstkartoffel (2017) neben dem Kabarett-Duo BlöZinger und Clemens Maria Schreiner

- 2018: Förderpreis des Österreichischen Kabarettpreises[1]
- 2019: 1. Platz beim Leipziger Kupferpfennig-Wettstreit[21]
- 2020: Deutscher Kleinkunstpreis – Förderpreis der Stadt Mainz[22][23]
- 2020: Hessischer Kabarettpreis – Förderpreis Grie Soß[24]